# Charles Wirths
Charles Wirths (* 19. März 1926 im Gebiet des heutigen Wuppertal; † 28. März 2012) war ein deutscher Schauspieler.

## Biografie
Wirths begann seine Bühnenlaufbahn in seiner Heimatstadt Wuppertal. Es folgten Engagements in Bremen, Hannover, Frankfurt, München und Stuttgart. Dabei wirkte er sowohl im Bereich Sprech- als auch Musiktheater. So spielte er 1988 unter der Regie von Volker Kühn in Hans Werner Henzes Liederzyklus Voices in der Alten Oper Frankfurt.
In Film- und Fernsehproduktionen war er ein seltener Gast. Hier war er beispielsweise in Franz Peter Wirths Adaption von Jean Anouilhs Jeanne oder Die Lerche, in der Durbridge-Verfilmung Verräter, in Eberhard Itzenplitz’ Drama Das mißverständliche im Leben des Herrn Knöbel, in Der seidene Schuh (nach Paul Claudel) und im Mehrteiler Der seidene Schuh (mit Maximilian Schell in der Hauptrolle) zu sehen. Daneben übernahm er Gastrollen in Fernsehserien wie Graf Yoster gibt sich die Ehre, Der Nachtkurier meldet, Die seltsamen Methoden des Franz Josef Wanninger und Das Kriminalmuseum.
Der Schwerpunkt seines künstlerischen Schaffens kam jedoch dem Hörfunk zu. Wirths lieh über 150 Produktionen seine Stimme, so etwa der Kurzhörspielserie Der Frauenarzt von Bischofsbrück (SDR), Bernd Laus aufwändiger Vertonung des Herrn der Ringe sowie als „Kommissar Beck“ in verschiedenen Kriminalhörspielen von SDR, SWF und WDR nach den Romanen von Sjöwall und Wahlöö. Ferner spielte er den Detektiv Ken Daly in drei mehrteiligen Krimis von Roderick Wilkinson, die der SR in den 1960er Jahren produzierte.

## Filmografie
- 1956: Jeanne oder Die Lerche
- 1961: Schritte in der Nacht
- 1963: Mirandolina
- 1963: Feuer lodern überall
- 1964: Der Nachtkurier meldet – Polizisten sind auch nur Menschen
- 1965: Der seidene Schuh
- 1967: Der dritte Handschuh
- 1967: Verräter (TV-Dreiteiler)
- 1968: Das Kriminalmuseum – Das Goldstück
- 1968: Die seltsamen Methoden des Franz Josef Wanninger – Der Bar-Hocker
- 1968: Das mißverständliche im Leben des Herrn Knöbel

## Hörspiele
- 1960: Klavier zu verkaufen (Herr Knaack)
- 1967: Patrick Hampton: Die Maske des Mörders – Bearbeitung: Hellmuth Kirchammer, Regie: Heinz Schimmelpfennig[3]
- 1975: Raymond Ragan Butler: Lachen ist gut für die Seele – Regie: Peter Michel Ladiges (SWF)
- 1976: Jean Chatenet: Die Wölfin – Regie: Raoul Wolfgang Schnell (Kriminalhörspiel – SDR)
- 1978: Der Polizistenmörder (Bertil Mård)
- 1978: Die Tote im Götakanal
- 1978: Und die Großen lässt man laufen
- 1978: Endstation für neun
- 1978: Der Polizistenmörder
- 1979: Die Terroristen
- 1979: Das Ekel aus Säffle
- 1979: Verschlossen und verriegelt
- 1985: Janwillem van de Wetering: Der Commissaris geht in Kur – Regie: Peter Michel Ladiges (Kriminalhörspiel – SWF/SFB)
- 1989: Das Gänseblümchen (Mann)
- 1992: Der Herr der Ringe
- 1992: Werner Schmitz: Schön war die Zeit – Regie: Hein Bruehl (Kriminalhörspiel – WDR)[4]
- 1993: Dashiell Hammett: Zwei scharfe Messer – Regie: Hartmut Kirste (Kriminalhörspiel – SDR)